# Up All Night
Up All Night je prvi album irskog pop benda Van direkšon, objavljen 18. novembra 2011. godine u Irskoj i Ujedinjenom Kraljevstvu, a tokom 2012. godine širom sveta.
Album je dobio uglavnom dobre kritike od strane muzičkih kritičara, od kojih su mnogi pohvalili kombinaciju pop žanra. Album je debitovao na drugom mestu liste UK albums i postao najprodavaniji debitanski album 2011. godine. Našao se na prvom mestu liste Bilbord 200 u Sjedinjenim Državama, a prodat je u 176.000 primeraka u prvoj nedelji prodaje. Takođe, album se našao na top listama šesnaest drugih zemalja. Prema Međunarodnoj federaciji fonografske industrije (IFPI), Up All Night bio je treći svetski najprodavaniji album 2012. godine sa preko 4,5 miliona prodatih primeraka širom sveta.
Na albumu se nalazi Up All Night četiri singla. Prvi, What Makes You Beautiful objavljen je u septembru 2011. godine i debitovao je na listi UK singles. Tokom prve nedelje prodato je 153.965 kopija ovogo singla. Godine 2012. What Makes You Beautiful osvojio je nagradu Brit, za najbolji britanski singl.
Gotta Be You objavljen je kao drugi singl u Irskoj i Ujedinjenom Kraljevstvu novembra 2011. Pesma se i u Irskoj i u Ujedninjenom Kraljevstvu našla na trećem mestu muzičkih lista. One Thing objavljen je 6. januara 2012. kao drugi singl u evropskim zemljama i kao treći u Ujedninjenom Kraljevstvu, 13. februara 2012. "One Thing" je bila druga najprodavanija pesma benda u Ujedinjenom Kraljevstvu, avgusta 2012. sa 154.000 prodatih kopija.

## Istorija izlaska albuma
| Država           | Datum             | Format                              | Label                          |
| ---------------- | ----------------- | ----------------------------------- | ------------------------------ |
| Irska            | 18. novembar 2011 | kompakt disk, digitalno preuzimanje | Syco Music, Soni mjuzik        |
| Holandija        | 18. novembar 2011 | kompakt disk, digitalno preuzimanje | Syco Music, Soni mjuzik        |
| Švedska          | 18. novembar 2011 | kompakt disk, digitalno preuzimanje | Syco Music, Soni mjuzik        |
| Belgija          | 21. novembar 2011 | kompakt disk, digitalno preuzimanje | Syco Music, Soni mjuzik        |
| Norveška         | 21. novembar 2011 | kompakt disk, digitalno preuzimanje | Syco Music, Soni mjuzik        |
| Velika Britanija | 21. novembar 2011 | kompakt disk, digitalno preuzimanje | Syco Music, Soni mjuzik        |
| Australija       | 25. novembar 2011 | kompakt disk, digitalno preuzimanje | Syco Music, Soni mjuzik        |
| Novi Zeland      | 28. novembar 2011 | kompakt disk, digitalno preuzimanje | Syco Music, Soni mjuzik        |
| Danska           | 6. februar 2012   | kompakt disk, digitalno preuzimanje | Syco Music, Soni mjuzik        |
| Mađarska         | 6. februar 2012   | kompakt disk, digitalno preuzimanje | Syco Music, Soni mjuzik        |
| Poljska          | 6. februar 2012   | kompakt disk, digitalno preuzimanje | Syco Music, Soni mjuzik        |
| Portugalija      | 6. februar 2012   | kompakt disk, digitalno preuzimanje | Syco Music, Soni mjuzik        |
| Italija          | 7. februar 2012   | kompakt disk, digitalno preuzimanje | Syco Music, Soni mjuzik        |
| Južna Koreja     | 7. februar 2012   | kompakt disk, digitalno preuzimanje | Syco Music, Soni mjuzik        |
| Tajvan           | 17 Februar 2012   | kompakt disk, digitalno preuzimanje | Sony Music Taiwan              |
| Velika Britanija | 13. mart 2012     | kompakt disk, digitalno preuzimanje | Kolambija rekords              |
| Kanada           | 13. mart 2012     | kompakt disk, digitalno preuzimanje | Kolambija rekords              |
| Meksiko          | 13. mart 2012     | kompakt disk, digitalno preuzimanje | Soni mjuzik Meksiko            |
| Nemačka          | 25. maj 2012      | kompakt disk, digitalno preuzimanje | Syco Music, Sony Music         |
| Japan            | 8. avgust 2012    | kompakt disk, digitalno preuzimanje | Sony Music Entertainment Japan |

## Spoljašnje veze
- Up All Night na sajtu metacritic.com